# Sezione radar equivalente

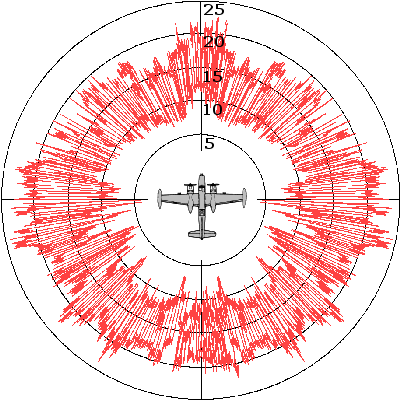
Diagramma dell'andamento della sezione radar equivalente di un A-26 Invader

La sezione radar equivalente, in inglese radar cross-section (RCS), è una misura in grado di indicare quanto un oggetto è rilevabile da un radar: più è grande la RCS, maggiori sono le probabilità che un radar rilevi l'oggetto stesso.

## Descrizione
Ogni corpo solido riflette una quantità limitata di energia radar. La quantità di energia elettromagnetica che ritorna alla sorgente è determinata da una serie di fattori diversi quali:
- il materiale di cui è fatto il bersaglio;
- la dimensione assoluta del bersaglio;
- la dimensione relativa del bersaglio in relazione alla lunghezza d'onda utilizzata del radar illuminante;
- l'angolo d'incidenza (inclinazione del fascio radar con la quale viene colpita una particolare porzione di bersaglio. Dipende dalla forma del bersaglio e dal suo orientamento rispetto alla sorgente radar);
- l'angolo di riflessione (inclinazione con la quale il fascio riflesso lascia la parte colpita del bersaglio. Dipende dall'angolo di incidenza);
- la polarizzazione della radiazione trasmessa e ricevuta.

Sebbene la misura di RCS sia importante per il calcolo della probabilità di essere rilevati da un radar, la sezione radar equivalente non è sufficiente da sola a definire interamente questo dato, in quanto nella misura di RCS non sono inclusi potenza di trasmissione del radar e distanza reale, ma si valutano solo le proprietà di riflettività di un oggetto.
La radar cross-section viene utilizzata per rilevare aeroplani in un'ampia variazione di intervalli. Ad esempio, un velivolo stealth, che è progettato per avere una bassa rilevabilità, avrà caratteristiche di progetto che gli conferiscono una bassa RCS, quali l'utilizzo di vernici radar-assorbenti, superfici lisce e specificamente inclinate in modo da riflettere i segnali in direzioni diverse da quella di provenienza. In contrapposizione, un aereo passeggeri avrà una elevata RCS (superfici metalliche non verniciate, superfici arrotondate in grado di riflettere i segnali radar di ritorno alla sorgente, numerosi spigoli in grado di riflettere i segnali come quelli presenti in motori, antenne, ecc.).
Lo studio della RCS è parte integrante dello sviluppo della tecnologia stealth, in particolare negli studi relativi ad aeromobili e missili balistici. I dati di RCS dei velivoli militari sono valori fra i maggiori con classifica di segretezza.